# Ianuarie 1980
Acest articol este generat integral pe baza informațiilor din articolul 1980 și este actualizat periodic de un robot.
 Editările făcute în articol vor fi șterse la următoarea actualizare! Dacă doriți să faceți modificări, editați articolul-sursă.

ianuarie -
februarie -
martie -
aprilie -
mai -
iunie -
iulie -
august -
septembrie -
octombrie -
noiembrie -
decembrie
Ianuarie 1980 a fost prima lună a anului și a început într-o zi de marți.

## Evenimente
- 4 ianuarie: Ca răspuns la invazia sovietică în Afghanistan, președintele american Jimmy Carter suspendă vânzările de tehnologie și cereale către URSS, iar câteva zile mai târziu cere Congresului să amâne ratificarea Tratatului SALT II.
- 22 ianuarie: Andrei Saharov, om de știință rus și activist pentru apărarea drepturilor omului, este arestat la Moscova.
- 26 ianuarie: Israel și Egipt stabilesc relații diplomatice.

## Nașteri

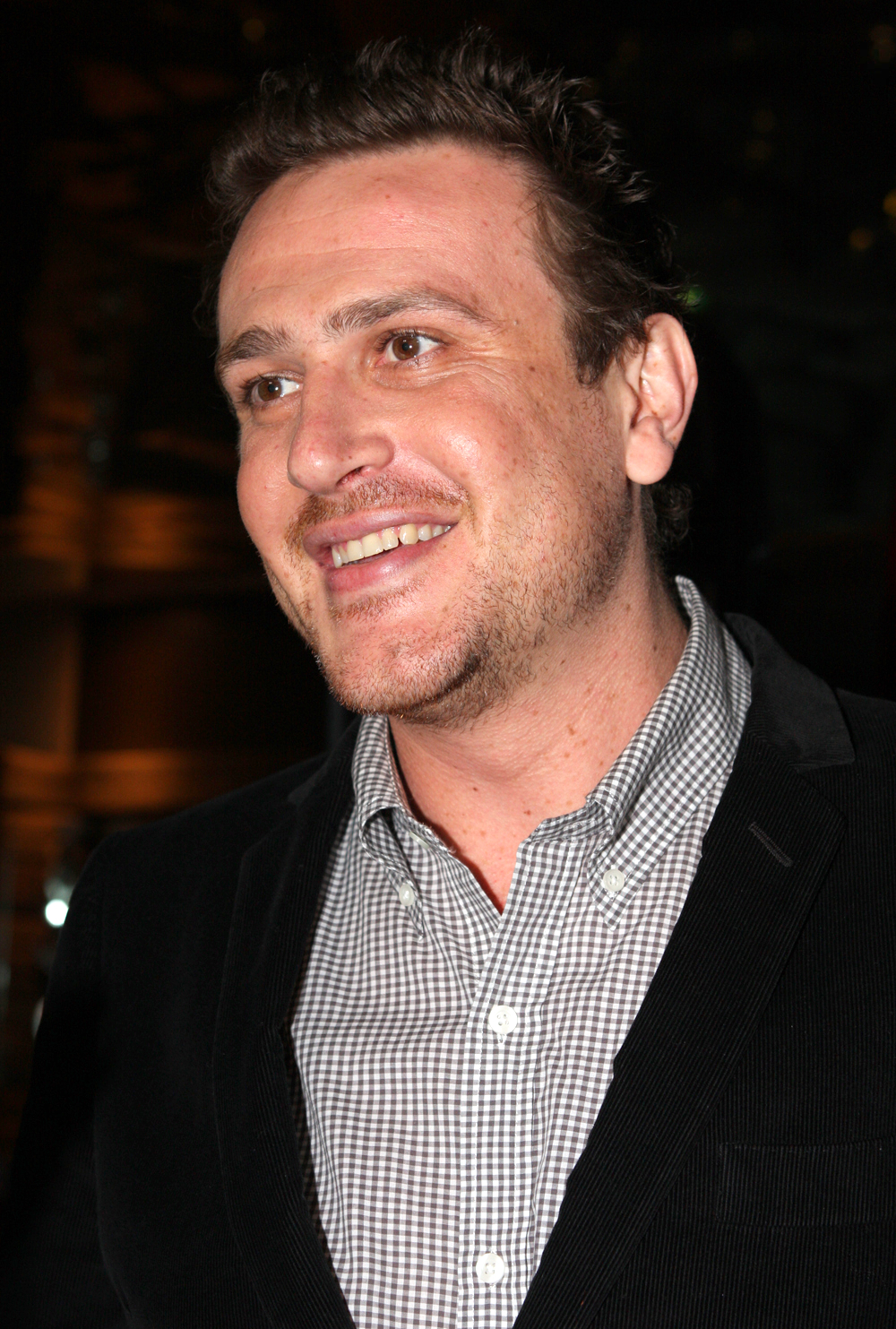
Jason Segel, actor american
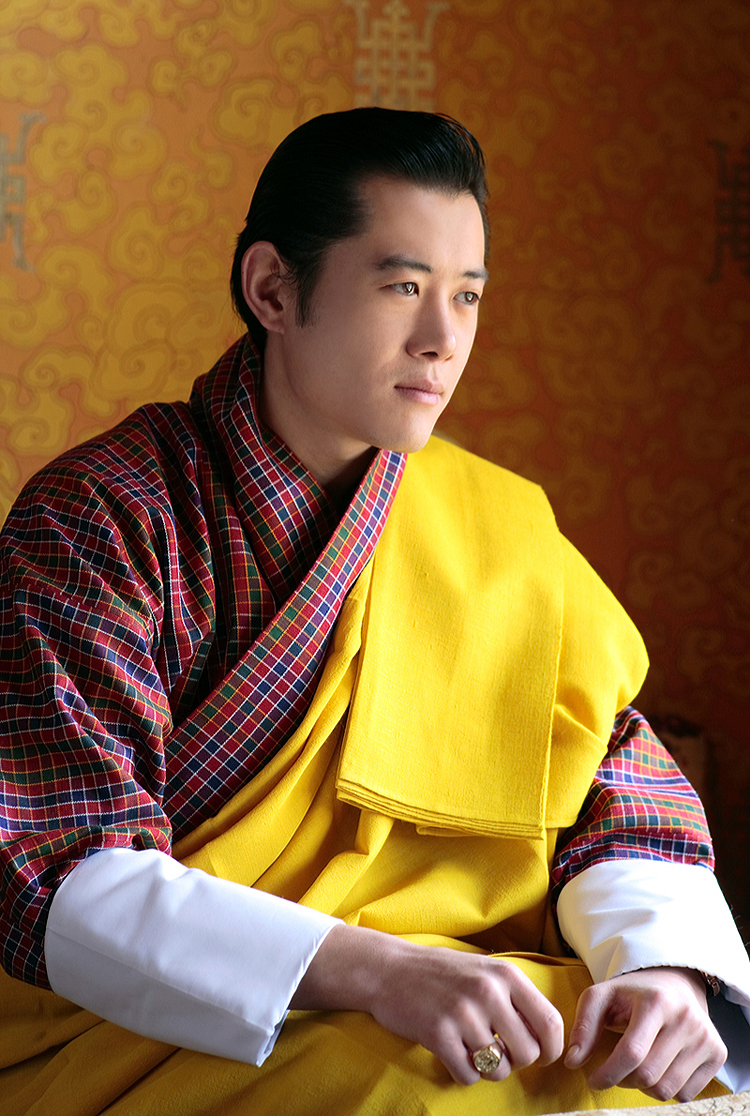
Jigme Khesar Namgyel Wangchuck, actualul monarh al Bhutanului
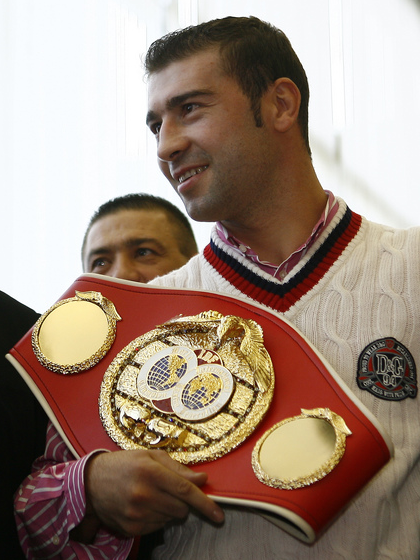
Lucian Bute, pugilist român
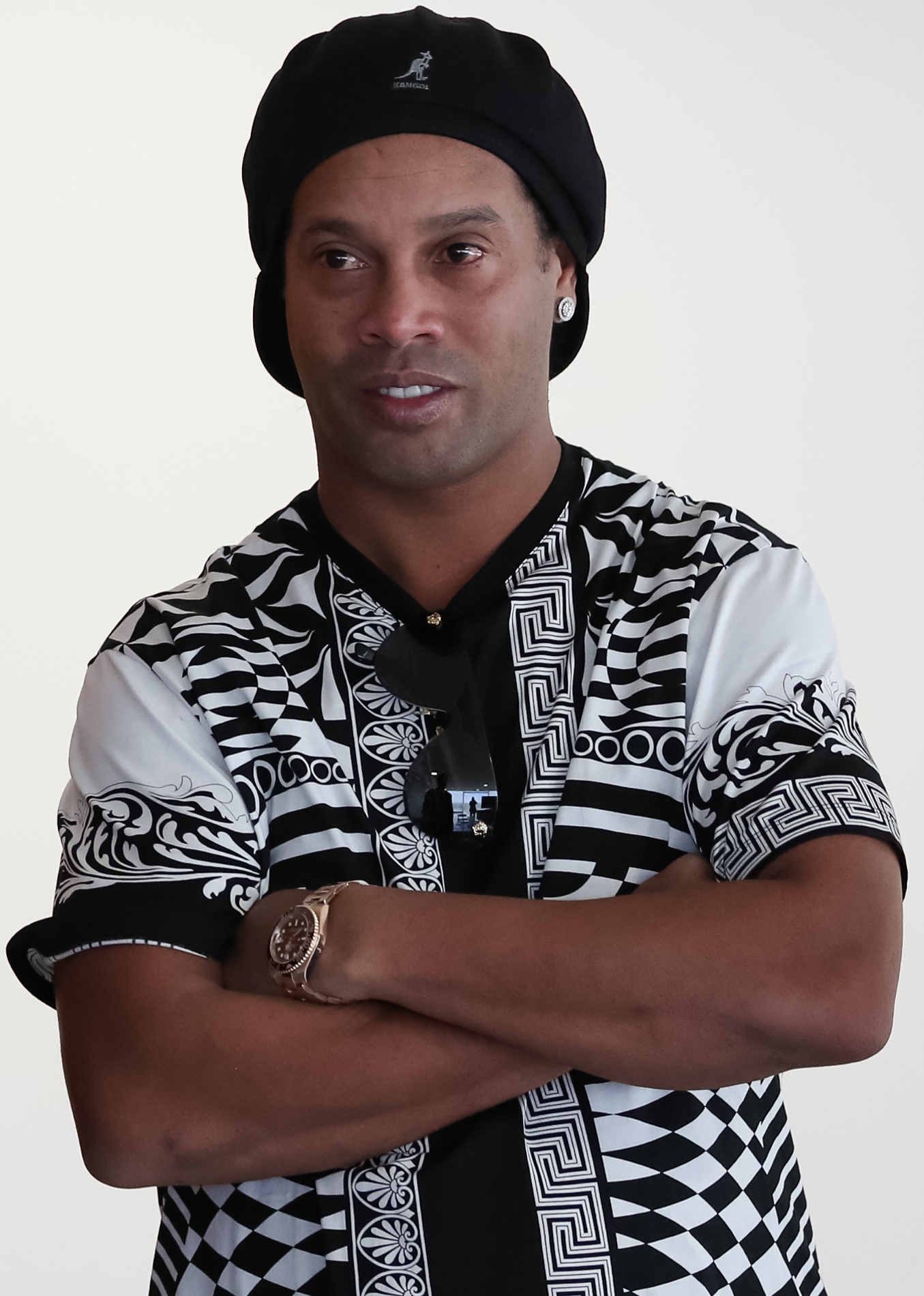
Ronaldinho, fotbalist brazilian

- 1 ianuarie: Julie Bernard, actriță belgiană
- 1 ianuarie: Iosif Ladislau Kalai, fotbalist român
- 1 ianuarie: Andrei Silviu Mărgăritescu, fotbalist român
- 1 ianuarie: Carmen Lidia Vidu, actriță română
- 1 ianuarie: Caner Cindoruk, actor turc
- 2 ianuarie: Florin Daniel Bratu, fotbalist (atacant) și antrenor român
- 3 ianuarie: Emil Gabriel Jula, fotbalist român (atacant)
- 4 ianuarie: Greg Cipes, actor american
- 4 ianuarie: Marvin Kren, regizor de film austriac
- 7 ianuarie: André Izepon Astorga, fotbalist brazilian
- 7 ianuarie: Margarita Breitkreiz, actriță germană
- 7 ianuarie: Armel Disney (Mamouma Armel Ossilia Disney), fotbalist congolez (atacant)
- 8 ianuarie: Jung-Soo Lee, fotbalist sud-coreean
- 8 ianuarie: Sam Riley, actor britanic
- 9 ianuarie: Francisco Pavón Barahona, fotbalist spaniol
- 10 ianuarie: Petri Lindroos, muzician finlandez
- 11 ianuarie: Peçanha (Peterson dos Santos Peçanha), fotbalist brazilian (portar)
- 12 ianuarie: Adina Pintilie, regizoare și scenaristă română
- 12 ianuarie: Mihai Ioan Lasca, politician
- 13 ianuarie: Akira Kaji, fotbalist japonez
- 14 ianuarie: Monika Kuszyńska, cântăreață poloneză
- 15 ianuarie: Dmîtro Kariucenko, scrimer ucrainean
- 15 ianuarie: Florin Daniel Lazăr, fotbalist român
- 16 ianuarie: Seydou Keita, fotbalist malian
- 16 ianuarie: Lin-Manuel Miranda, actor american
- 17 ianuarie: Grigore Petrenco, politician din R. Moldova
- 18 ianuarie: Jason Segel, actor american de film
- 18 ianuarie: Răzvan Stanca, fotbalist român (portar)
- 18 ianuarie: Edgar Álvarez, fotbalist din Honduras
- 19 ianuarie: Jenson Button (Jenson Alexander Lyons Button), pilot britanic de Formula 1
- 20 ianuarie: Matthew Tuck, muzician britanic
- 20 ianuarie: Felicitas Woll, actriță germană
- 21 ianuarie: Eve Mayfair, actriță porno americană
- 21 ianuarie: Maria Popistașu, actriță română
- 22 ianuarie: Hannah Mancini, cântăreață americană
- 22 ianuarie: Rudy Riou, fotbalist francez (portar)
- 22 ianuarie: Jonathan Simon Woodgate, fotbalist englez
- 23 ianuarie: Tridsadee Sahawong, actor thailandez (d. 2016)
- 24 ianuarie: Liviu Pleșoianu, politician român
- 25 ianuarie: Xavi (Xavier Hernández Creus), fotbalist spaniol
- 25 ianuarie: Michelle McCool, luptătoare profesionistă de wrestling
- 26 ianuarie: Corina (Corina Monica Ciorbă), cântăreață română
- 26 ianuarie: Cornel-Cristian Resmeriță, politician român
- 27 ianuarie: Marat Safin, jucător rus de tenis
- 28 ianuarie: Yasuhito Endō, fotbalist japonez
- 28 ianuarie: Dejan Rusmir, fotbalist sârb
- 29 ianuarie: Blaine Hogan, actor american
- 29 ianuarie: Ivan Klasnić, fotbalist croat (atacant)
- 30 ianuarie: Mihail Gribușencov, biatlonist rus

## Decese
Ernest Cormier, 94 ani, arhitect canadian (n. 1885)
Fritz Strassmann, chimist german (n. 1902)
Petru Caraman, 81 ani, filolog român (n. 1898)
Celia Sánchez (Celia Sánchez Manduley), 59 ani, femeie-soldat cubaneză (n. 1920)
Constantin Motaș, 88 ani, biolog român (n. 1891)
Rudolf Bürger, 71 ani, fotbalist român de etnie germană (n. 1908)
Ilie Subășeanu, 73 ani, fotbalist român (n. 1908)
Gheorghi Karaslavov, 76 ani, scriitor bulgar (n. 1904)